# Traîne Feuilles
Der Traîne Feuilles ist ein Bach im südlichen Zentrum von Frankreich, der im Département Indre der Region Centre-Val de Loire südöstlich der Stadt Tours verläuft.

## Geografie

### Verlauf
Der Traîne Feuilles entspringt dem kleinen See Étang Billot im südlichen Gemeindegebiet von Villentrois-Faverolles-en-Berry, entwässert generell Richtung Nordnordost und mündet nach rund 14 Kilometern im nördlichen Gemeindegebiet von Lye als linker Nebenfluss in den Modon.

### Orte am Fluss
(Reihenfolge in Fließrichtung)
- Les Corbeillères, Gemeinde Villentrois-Faverolles-en-Berry
- La Pacaudière, Gemeinde Villentrois-Faverolles-en-Berry
- Faverolles-en-Berry, Gemeinde Villentrois-Faverolles-en-Berry
- Vaux, Gemeinde Lye
- La Rousselière, Gemeinde Lye
- Le Puits de Saray, Gemeinde Lye